# Uta Schmidt (Theologin)
Uta Schmidt (* 1968 in Nürnberg) ist eine deutsche Theologin.

## Leben
Von 1989 bis 1996 studierte sie evangelische Theologie in Heidelberg, Philadelphia und Marburg. Nach der Promotion  2002 zur Dr. theol. bei  Rainer Kessler an der Universität Marburg und dem Vikariat (2002–2004) in der Evangelisch-Lutherische Landeskirche in Bayern in Laufach war sie von 2004 bis 2010 wissenschaftliche Mitarbeiterin am Lehrstuhl für Altes und Neues Testament am Institut für Evangelische Theologie der Justus-Liebig-Universität Gießen. Nach der Habilitation 2012 im Fach Altes Testament an der Justus-Liebig-Universität Gießen ist sie seit 2022 Professorin für Feministische Theologie und Gender Studies an der Augustana-Hochschule Neuendettelsau.
Ihre Forschungsschwerpunkte sind Jesajabuch und Perserzeit, Zeit- und Zukunftsvorstellungen in prophetischen Texten, literaturwissenschaftlich orientierte Exegese; gender studies und Feministische Hermeneutik und kulturwissenschaftliche Fragestellungen in der Exegese des Alten Testaments.